# Черессы
Чере́ссы (бел. Чара́сы) — агрогородок в Миорском районе Витебской области Беларуси. Входит в состав Миорского сельсовета.

## Название
Нормативное название населённого пункта — Черессы (бел. Чарасы). В русскоязычных источниках также встречаются варианты наименования Чересы и Черасы, в источниках на белорусском языке — Чэрас и Чэрасы.

## Географическое положение
Агрогородок Черессы находится в 6 км к востоку от города Миоры. Рядом с населённым пунктом расположено озеро Черес.

## История
Первые упоминания деревни в письменных источниках относятся к 1505 году. Во времена Великого княжества Литовского Чересы принадлежали дворянским родам Сапегов и Радзивиллов.
После разделов Речи Посполитой деревня вошла в состав Российской империи.
В 1921 году деревня Чересы вошла в состав Второй Польской республики где стала центром гмины Черессы в Дисненском повете Виленского воеводства. В 1926 году гмина была передана в Браславский повет.
После присоединения Западной Белоруссии к СССР Чересы стали центром сельсовета. В 1959 году сельсовет был расформирован, а населённый пункт был передан в состав Якубовщинского сельсовета. В 1992 году Якубовщинский сельсовет был переименован в Чересский. С 2004 года населённый пункт входит в состав Миорского сельсовета.

## Население
В 1921 году в деревне насчитывался 131 житель в 19 дворах, в 1938 году — 141 житель.

## Инфраструктура
В Черессах функционируют одноимённая агрофирма, детский сад, библиотека.
В 2018 году населённый пункт был газифицирован.

## Достопримечательности
- Свято-Николаевская церковь (1885—1886) —  Историко-культурная ценность Республики Беларусь, шифр 213Г000570
- Комплекс из дома священника и церковной школы (конец XIX — начало XX веков)[8]

## Галерея

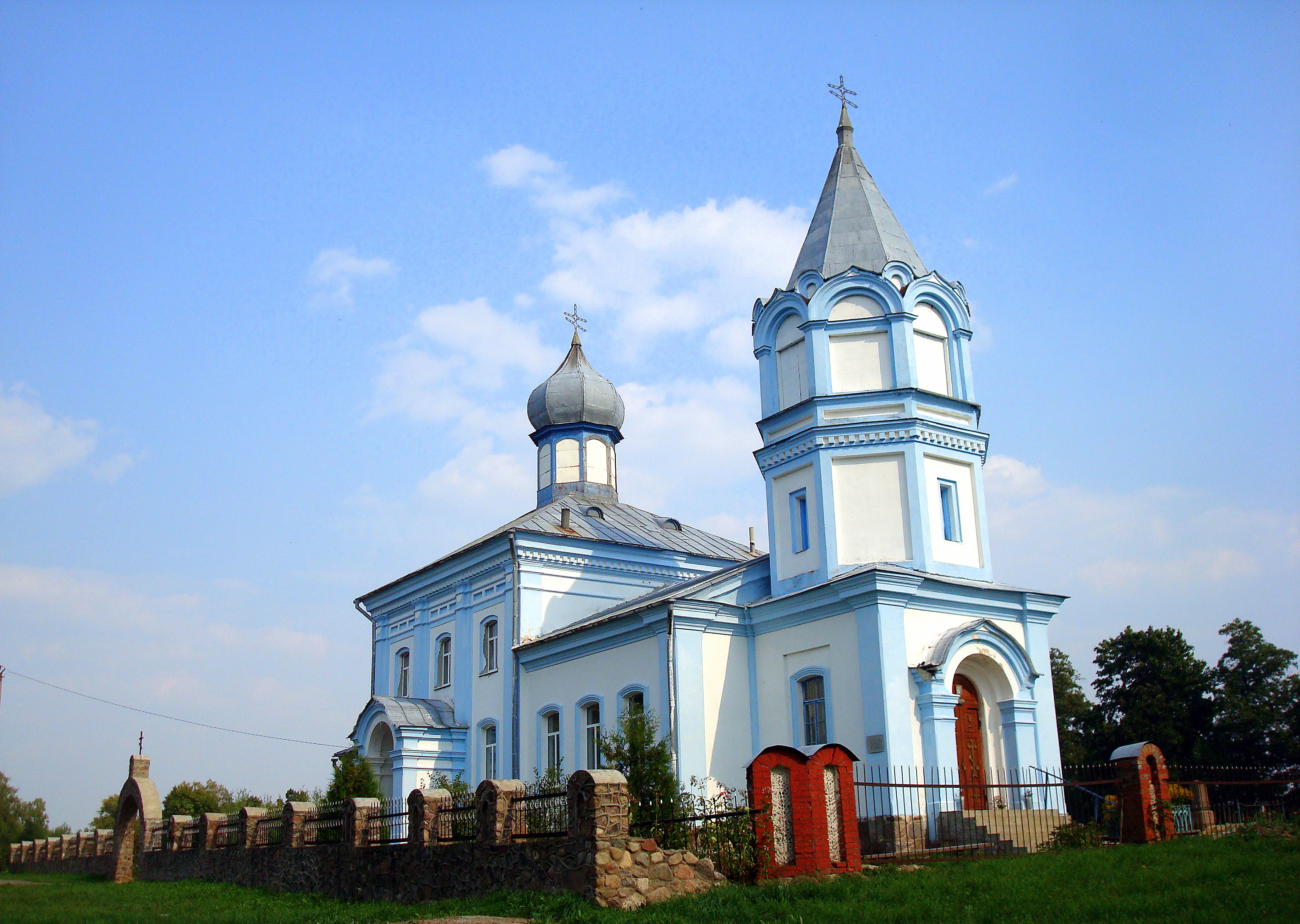
Церковь